# Susan McFadden
Susan McFadden (Artane, Dublín, Irlanda — 8 de febrero de 1983) es una cantante y actriz irlandesa, integrante de la agrupación musical femenina Celtic Woman.
Es conocida por sus intepretaciones en papeles estelares en variadas producciones teatrales londinenses; como Sandy en la versión de 2007 del musical Grease, como Elle Woods en el musical Legally Blonde en su versión de 2009. Es integrante del conjunto musical Celtic Woman desde enero de 2012.

## Vida
Susan McFadden nació en la localidad de Artane en Dublín, Irlanda, el 8 de febrero de 1983, sus padres son Máiréad y Brendan McFadden. Susan es la hermana menor del también conocido cantante irlandés y exmiembro del grupo Westlife, Brian McFadden.

## Carrera
McFadden es una graduada de la Escuela escénica Billie Barry de Dublín. Antes de aparecer en el exitoso programa de televisión Grease Is the Word de 2007, McFadden viajó con diversos artistas teatrales en papeles secundarios a través de Irlanda, como June Rodgers. Fue una de las bailarinas en el espectáculo en DVD y en vivo del cantante Daniel O'Donnell por su álbum The Rock 'n' Roll Show de 2006. También interpretó el papel de Kathy en una exitosa producción irlandesa de Singing in the Rain en 2004.
Tiempo después se convirtió en la ganadora del reality show Grease is the Word de 2007, posteriormente desempeñó el rol de Sandy en la producción de West End de Grease, acompañada de Danny Bayne en agosto de 2007.
En 2008, McFadden grabó dos canciones para el álbum Act One: Songs from the Musicals of Alexander S. Bermange; un álbum con veinte nuevas grabaciones por 26 estrellas de West End. El álbum fue lanzado en noviembre de ese mismo año bajo el sello de Dress Circle Records.
Interpretó el papel de Milly en la adaptación teatral de Seven Brides for Seven Brothers, con Steven Houghton.
McFadden fue protagonista en el elenco original de West End para la producción musical de Legally Blonde en el Teatro Savoy, interpretando a Elle Woods. Las reseñas y críticas oficiales, al igual que las reacciones del público, fueron totalmente positivas. Comenzó interpretando el papel alternadamente, en las funciones de lunes y martes, y posteriormente —a tiempo completo— desde enero a julio de 2011.
Susan cantó junto a Ben Morris y Séan Carey en la final de Fame: The Musical, concurso de RTÉ One, transmitido el 13 de junio de 2010.

## Celtic Woman

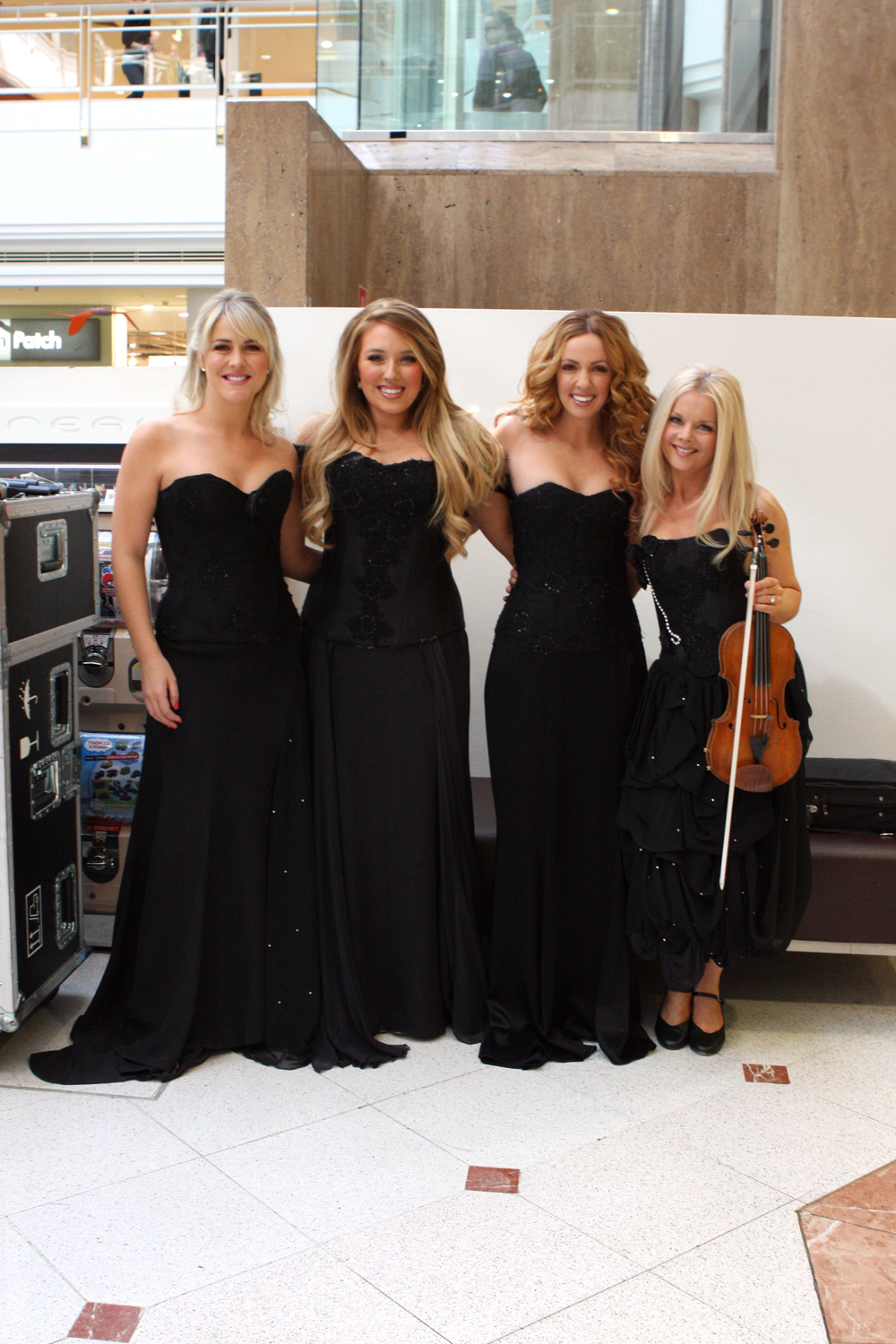
Susan, Chloë, Lisa y Máiréad en una presentación del álbum ‘Believe’ en Australia.

El 5 de enero de 2012, McFadden fue integrada a la agrupación en reemplazo de la vocalista Lisa Kelly quien, por su cuarto embarazo, dejaría el conjunto. Susan debutó con Celtic Woman en febrero siguiente en Nashville, Tennessee en el comienzo de su gira ‘Believe’ por Norteamérica, posteriormente siguió con el grupo en sus giras por Europa, Australia y Sudáfrica en 2012. Después de que Lisa Kelly anunció su partida definitivadel grupo en 2013, McFadden quedó como miembro permanente en la agrupación.

## Música

### Discografía
- Con Celtic Woman
  - Celtic Woman: Believe (Edición Alemana) — (2012)
  - Celtic Woman: Emerald - Musical Gems — (2014)
  - Celtic Woman: O Christmas Tree — (2014)
  - The Best Of Celtic Woman — (2015)
  - Celtic Woman: Fan Favorites — (2015)
  - Celtic Woman Presents Solo — (2015)
  - Celtic Woman: Decade — (2015)
  - Celtic Woman: Destiny — (2016)
  - Celtic Woman: Voices of Angels — (2016)
  - Celtic Woman: Christmas Angels — (2016)
  - Celtic Woman: The Best of Christmas — (2017)
  - Celtic Woman: Homecoming - Live from Ireland — (2018)
  - Celtic Woman: Postcards from Ireland — (2022)

- Apariciones en Solitario
  - Act One: Songs from the Musicals of Alexander S. Bermange — (2008)

### Videografía
- Con Celtic Woman
  - Celtic Woman: Home For Christmas — Live — (2012)
  - Celtic Woman: Emerald - Musical Gems — Live In Concert — (2014)
  - Celtic Woman: Destiny — Live In Concert — (2016)
  - Celtic Woman: Homecoming - Live from Ireland — (2018)